# (1085) Amaryllis
(1085) Amaryllis és un asteroide que forma part del cinturó d'asteroides i va ser descobert el 31 d'agost de 1927 per Karl Wilhelm Reinmuth des de l'observatori de Heidelberg-Königstuhl, Alemanya.
Inicialment va rebre la designació de 1927 QH. Més endavant es va anomenar per la Amaryllis, un gènere de plantes de la família de les amarilidàcies.
Amaryllis està situat a una distància mitjana de 3,191 ua del Sol, podent allunyar-se'n fins a 3,329 ua i acostar-s'hi fins a 3,053 ua. Té una inclinació orbital de 6,638° i una excentricitat de 0,04317. Triga a completar una òrbita al voltant del Sol 2082 dies.